# Андреас Гекмайр
Андреас «Андерль» Гекмайр (нім. Andreas Heckmair; 12 жовтня 1906, Мюнхен, Німецька імперія — 1 лютого 2005, Оберстдорф, Німеччина) — німецький альпініст, гірський провідник, під фактичним початком якого 24 липня 1938 року відбулося перше в історії успішне сходження на Айгер Північною стіною. Маршрут, прокладений об'єднаною німецько-австрійською командою Гекмайра, вважається «класичним» і названо його ім'ям.
Це досягнення альпіністів, попри відсутність якогось політичного підґрунтя, використовувалося нацистською пропагандою як один із символів наростальної могутності Німеччини, особливо на тлі аншлюсу, що відбувся кількома місяцями раніше.

## Біографія
Народився у Мюнхені в сім'ї спадкового садівника родом з Бад-Айблінга, сім'я якого, своєю чергою, вже кілька поколінь займалася садівничим бізнесом. Батько загинув у 1916 році під час Першої світової війни, і, залишившись без засобів для існування, мати Андерля віддала його разом із рідним братом Гансом у сиротинець для «напівсиріт», де він провів чотири роки. У 1920 році, закінчивши початкову школу, за розподілом від сиротинця влаштувався учнем садівника в мюнхенському озеленювальному господарстві, а потім, змінивши до цього часу кілька садівничих фірм, у 1927 році почав навчання в Аграрному інституті у Вайнштефані, Фрайзінг (нім. Höheren Lehrgang für Gartenbautechnik), який закінчив два роки по тому. У 1929 році через економічну кризу в поєднанні з отриманою травмою, Андерль на кілька місяців був прикутим до лікарняного ліжка, він отримав розрахунок від свого роботодавця й опинився «на вулиці», але завдяки чинному тоді страховому та трудовому законодавству, за випискою зі шпиталю він став власником великої суми у 1000 дойчмарок, яку витратив на подорожі Альпами та вдосконаленню себе як спортсмена-альпініста.
Вперше в горах Гекмайр побував у 1918 році, ще перебуваючи у сиротинці. Після закінчення школи, багато в чому під впливом старшого брата, Андерль почав паралельно з роботою багато часу приділяти спорту: «Під час мого навчання на садівника я, попри важке фізичне навантаження, постійно займався в різних спортивних секціях: легкої атлетики, гімнастики, плавання. Також намагався лазити на мюнхенських передгір'ях: на Планкенштайні, Кампенванді та Ругенкепфені. Мій брат був завжди прикладом для мене, щоразу, коли я в якомусь спорті досягав його рівня, він змінював спорт, і я починав все спочатку». Одним із серйозних захоплень Гекмайра були лижі (отримана травма під час змагань з них і привела його на лікарняне ліжко у 1929 році). У міру дорослішання його інтерес до гір зростав (особливо починаючи з часу навчання у Вайнштефані), за відсутності спеціалізованих шкіл, як і більшість його ровесників, свої навички в альпінізмі він набував, навчаючись на власному та чужому досвіді методом спроб і помилок. Маючи неабиякі фізичні та психологічні якості, за порівняно нетривалий час Гекмайр досяг виняткових результатів, повторивши безліч найскладніших маршрутів в Альпах, як-от Золледера на Чиветту (перший маршрут в Альпах VI категорії складності) та східній стіні на Сасс-Маор. «Водночас у мене викристалізувалася внутрішня ідеологія: я ходив у гори, щоб отримати від цього найвище задоволення свободи, а не для того, щоб вразити оточення». У 1933 році Андерль отримав кваліфікацію гірського провідника. У 1937 році одним з його клієнтів стала режисерка Лені Ріфеншталь, яку він супроводжував у сходженні на Кампаніле-Бассо у Доломіті-ді-Брента, і з якою, після вдалої подорожі, брав участь у чаюванні з Адольфом Гітлером у готелі «Дойчер Гоф», а потім разом із фюрером, стоячи на балконі серед партійних чинів, «приймав» смолоскипну ходу: «І сталося так, що я супроводжував його на балкон, як і раніше відповідаючи на запитання, й опинився у своєму сірому костюмі серед партійних чинів, всіх поголовно одягнених у форму. Внизу зібрався натовп, який безперестанку вигукував „Хайль!“ Смолоскипна хода зупинилася. Гітлер привітав його витягнутою, як палиця, рукою; погляд його був застиглим, наче вдивлявся в далечінь. Вперше в житті я підняв руку в гітлерівському привітанні». У 1938 році Гекмайр обійняв посаду одного з інструкторів навчального табору для молоді НСДАП у Зонтгофені, хоча до кінця життя залишався аполітичним.

### Сходження північною стіною Айгера

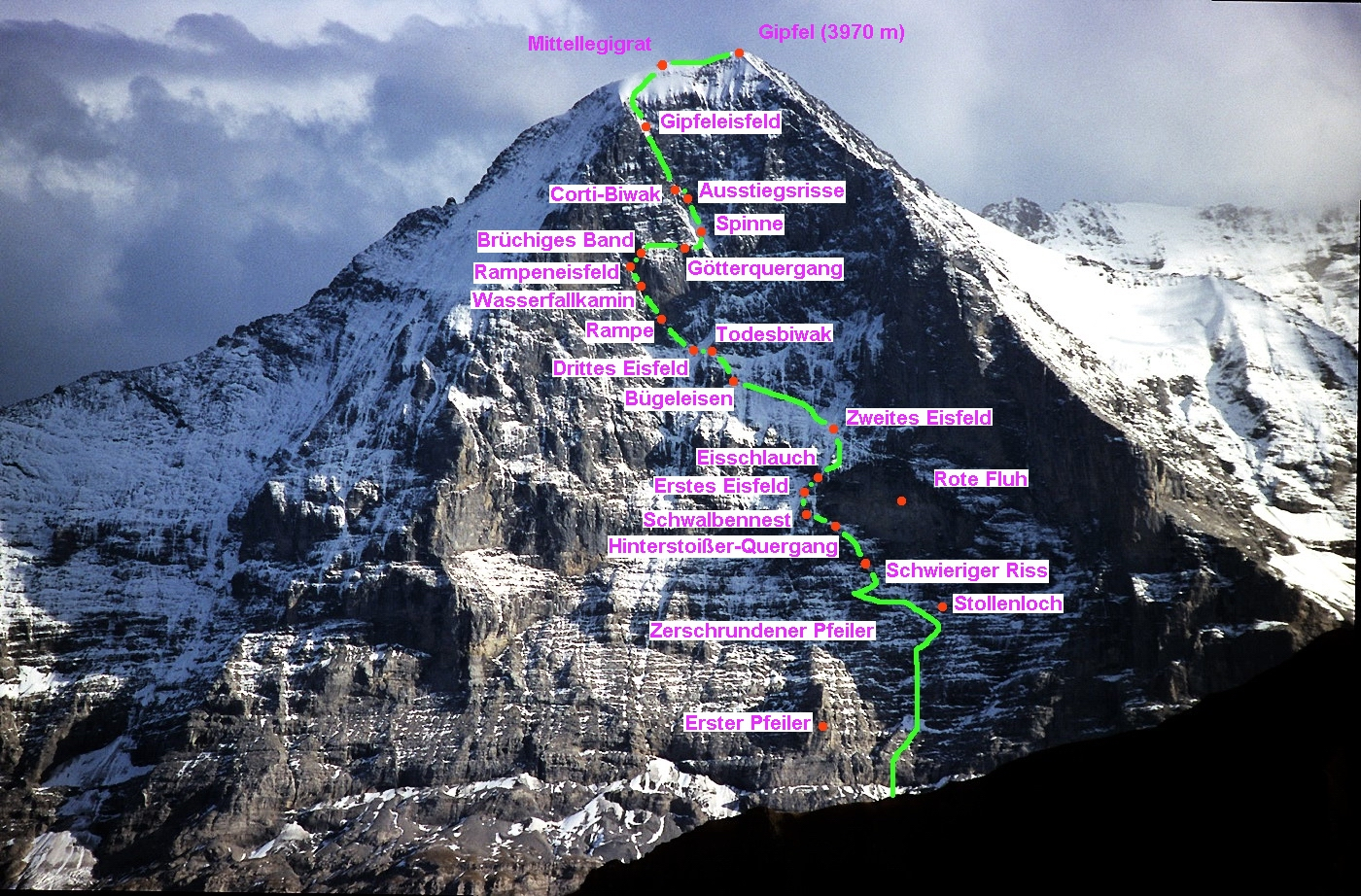
Маршрут Гекмайра на Айгер

До 1938 року Північна стіна Айгера залишалася останньою з не пройдених величних північних стін Альп. Спроби її проходження у 1935—1938 роках забрали життя восьми з найкращих альпіністів свого часу (Карла Мерінгера та Макса Зедльмаєра [1935], Тоні Курца, Андреаса Гінтерштойссера, Едді Райнера та Віллі Ангерера [1936], Бортоло Сандрі (італ. Bortolo Sandri) та Маріо Менті (італ. Mario Menti) [1938]).
Перше успішне сходження стіною почалося 21 липня австрійською зв'язкою Генріх Гаррер — Фріц Каспарек, які до полудня 22 числа за маршрутом Тоні Курца 1936 року вийшли на друге льодове поле. Цього ж дня їх наздогнала зв'язка Гекмайр-Людвіг Ферг, що за день пройшла 1000 метрів по вертикалі, й очолила сходження на цій ділянці маршруту (в австрійців не було кішок і льодорубів, які мали в арсеналі німці, тому проходження льодового рельєфу забирало у них величезну кількість часу та сил). Починаючи з другого льодового поля, обидві зв'язки об'єднали зусилля у штурмі стіни. Того ж дня вони пройшли «Праску», «Третє льодове поле» та «Рампу» — кулуар у лівій частині стіни, в якому переночували — вище знаходився камін, яким стікала вода, через що він отримав назву «Водоспадної тріщини» . Наступного дня альпіністи пройшли «тріщину», пішли вправо траверсом відносно нескладними скелями до льодовика «Білий павук» (траверс отримав назву «Траверс богів»), після подолання якого знову провели «холодну ночівлю» на тлі погіршення погоди. Наступного дня — 24 липня, в умовах поганої погоди, що супроводжується сходом лавин, за складним засніженим скельним кулуаром, який отримав назву «Вихідна тріщина», команда вийшла на передверховий східний гребінь, яким досягла своєї головної мети. Спуск вниз здійснювався за «класичним» маршрутом західним гребенем.
Об'єднання двох зв'язок альпіністів у центрі стіни не мало жодного політичного підґрунтя, проте ця подія була використана нацистською пропагандою як один із символів «возз'єднання» Австрії та Німеччини, що відбулося 13 березня. Усі чотири альпіністи за тиждень отримали аудієнцію Адольфа Гітлера, яка, однак, не стала для них індульгенцією від участі у Другій світовій війні.

### Подальше життя
У березні 1940 року Гекмайра призвали до лав вермахту. Почав службу в Померанії, але був «через неблагонадійність» переведений на східний фронт. У жовтні 1941 року його призначено інструктором військової школи гірничо-стрілецької підготовки у Фульпмесі, в якій прослужив до закінчення війни.
Після війни Гекмайр продовжив працювати гірським провідником й інструктором з лижної підготовки (майже до кінця 1980 років). Він здійснив безліч сходжень в Альпах, а також став організатором багатьох альпіністських експедицій в Анди, Гімалаї, Скелясті гори, Рувензорі тощо. У 1968 році (за іншими даними у 1969 році) став першим главою новоутвореної Німецької асоціації гірських провідників і лижних інструкторів, у створенні якої зіграв чільну роль.
До кінця життя проживав разом зі своєю другою дружиною Трудль і двома синами від першого шлюбу в Оберстдорфі. У 1972 році вийшла друком його автобіографічна книга «Mein Leben ALS Bergsteiger» (в англійському варіанті — «My Life as a Mountaineer», 1975) — «Моє життя як альпініста». Андреас Гекмайр любив курити швейцарські сигари Тоскано Тосканелло, а також був переконаний у цілющих якостях коньяку під час сходжень. Ще у 1930 роках ворожка нагадала йому, що той помре неприродною смертю, на що той заявив: «О ні, це означає, що я помру у своєму ліжку». Альпініст помер 1 лютого 2005 року у віці 98 років.

## Виноски
1. ↑  Його партнер по зв'язці Людвіг Ферг загинув 22 червня 1941 року у перший день нападу на Радянський Союз.